# 最高法院 (西班牙)
西班牙最高法院（西班牙語：Tribunal Supremo）是西班牙的最高审判机关。法院由一名首席法官和不定额的地方法官组成。
西班牙最高法院曾因调查佛朗哥独裁统治时期反人权暴行而成为国际社会关注的焦点，1998年西班牙最高法院发出全球通缉令，要求各国协助逮捕犯有反人类罪的前智利独裁者皮诺切特。